# NGC 2799
NGC 2799 ist eine Balken-Spiralgalaxie vom Hubble-Typ SB(s)m? im Sternbild Luchs am Nordsternhimmel, die schätzungsweise 75 Mio. Lichtjahre von der Milchstraße entfernt ist. Sie bildet zusammen mit NGC 2798 ein wechselwirkendes Paar, das als Arp 283 verzeichnet wurde. Halton Arp gliederte seinen Katalog ungewöhnlicher Galaxien nach rein morphologischen Kriterien in Gruppen. Dieses Galaxienpaar gehört zu der Klasse Doppelgalaxien mit Einströmung und Anziehung.
Das Objekt wurde am 9. März 1874 von dem britischen Astronomen Ralph Copeland mithilfe des 72-Zoll-Spiegelteleskops Leviathan entdeckt.